# Entomobryinae
Sous-famille
Les Entomobryinae sont une sous-famille de collemboles de la famille des Entomobryidae.

## Liste des genres
Selon Checklist of the Collembola of the World (version du 19 décembre 2019) :
- Entomobryini Schäffer, 1896
  - Calx Christiansen, 1958
  - Drepanura Schött, 1891
  - Entomobrya Rondani, 1861
  - Entomobryoides Maynard, 1951
  - Himalanura Baijal, 1958
  - Isotobrya Womersley, 1934
  - Marginobrya Yoshii, 1992
  - Mesentotoma Salmon, 1942
  - Prodrepanura Stach, 1963
  - † Permobrya Riek, 1976
- Homidiini Janssens, 2017
  - Acanthocyrtus Handschin, 1925
  - Amazhomidia Cipola & Bellini, 2016
  - Homidia Börner, 1906
  - Sinhomidia Zhang, 2009
- Sinellini Janssens, 2017
  - Coecobrya Yosii, 1956
  - Deuterosinella Salmon, 1943
  - Sinella Brook, 1882

## Publication originale
- Schäffer, 1896 : Die Collembolen der Umgebung von Hamburg und benachbarter Gebiete. Mitteilungen aus dem Naturhistorischen Museum in Hamburg, vol. 13, p. 149–216 (texte intégral).